# Claudio Maria Celli
Claudio Maria Celli (Rimini, 20 juli 1941) is een Italiaans geestelijke en een aartsbisschop van de Rooms-Katholieke Kerk.
Celli werd op 19 maart 1965 tot priester gewijd, behaalde doctoraten in de theologie en het canoniek recht en bezocht vervolgens de Pauselijke Ecclesiastische Academie. Vanaf 1970 was hij in dienst van het staatssecretariaat van de Heilige Stoel. Hij bekleedde diplomatieke posten in Honduras, de Filipijnen en Argentinië. Hij werd vervolgens hoogleraar, met als leeropdracht Kerkelijke Diplomatie aan de Pauselijke Lateraanse Universiteit. 
In 1990 werd Celli ondersecretaris bij het Secretariaat voor de Relaties met Staten. In die hoedanigheid ondertekende hij in 1993 in Jeruzalem met de Israëlische onderminister van Buitenlandse Zaken Yossi Beilin het eerste verdrag tussen Israël en de Heilige Stoel.
In 1995 werd Celli benoemd tot secretaris van de Administratie van het Patrimonium van de Heilige Stoel en tot titulair aartsbisschop van Cluentum; zijn bisschopswijding vond plaats op 6 januari 1996. 
Celli werd in 2007 benoemd tot president van de Pauselijke Raad voor de Sociale Communicatiemiddelen, als opvolger van de Amerikaan John Patrick Foley. Nadat deze Raad in 2016 was opgeheven, bleef Celli president van Centro Televisivo Vaticano en van de filmbibliotheek van het Vaticaan.
- Bibliothèque nationale de France: cb16225762f (data)
- Gemeinsame Normdatei: 1234091569
- International Standard Name Identifier: 0000 0000 6932 9227
- Library of Congress Control Number: no2016094846
- Nederlandse Thesaurus van Auteursnamen: 105041408
- Réseau des bibliothèques de Suisse occidentale: 02-A016547664
- Istituto Centrale per il Catalogo Unico: PUVV207194
- Système universitaire de documentation: 120812193
- Virtual International Authority File: 95312451
- WorldCat: E39PBJmXCQfbKChdbvhPq7kRrq